# Szakáll Gyula
Szakáll Gyula (Bana, 1872. május 8. – Szászrégen, 1903. augusztus 3.) magyar orvosdoktor, az állatorvosi főiskola magántanára.

## Életrajz
A háziállatok összehasonlító bonctanát tanította, szerkesztette a bázeli anatómiai nomenklatúrát. 1891-től 1896-ig Nádaskay professzor mellett működött mint tanársegéd az anatómiai tanszéken, ő írta az első madáranatómia tankönyvet (Háziszárnyasok boncztana, 1897). 1903-ban egy boncolás során vérmérgezést kapott és abba halt bele. Temetése 1903. augusztus 6-án volt a Fiumei úti sírkertben; holttestét később exhumálták, végül szülőfalujában került nyughelyére. Jelenleg a tatai Környei úti temetőben álló családi sírboltban nyugszik.

## Emlékezete
1983. december 14-én Banán avattak fel halálnak 80. évfordulójára készült emléktábláját Kardeván Andor tanszékvezető egyetemi tanár, az Állatorvostudományi Egyetem rektora. Szülőfalujában utca is viseli a nevét.

## Munkái
- Házi szárnyasok boncztana, 41 ábrával. Bpest, 1897.
- Két rendellenesen fejlődött vese lóból. Uo. 1899.
- Adatok a háziállatok könyhúsocskájának szerkezetéhez. Közlemény a stuttgarti állatorvosi főiskola boncztani intézetéből. Uo. 1899. (Különny. a Közlemények az összehasonlító élet- és kórtan köréből).
- Az agyvelő verőerei a háziállatokban. Összehasonlító boncztani tanulmány. Magántanári értekezés. Uo. 1900. (Különny. a Közlemények az élet- és kórtan köréből).